# Pier Luigi Bersani
Pier Luigi Bersani, född 29 september 1951 i Bettola i provinsen Piacenza, är en italiensk politiker. Han är sedan 2009 ledare för Demokratiska partiet och har innehaft flera ministerposter: Industriminister 1996–1999, transportminister 1999–2001 och minister för ekonomisk utveckling 2006–2008.  Efter Demokratiska partiets knappa seger i italienska parlamentsvalet den 24 februari 2013 försökte Bersani bilda regering men misslyckades. Uppdraget att bilda regering gick istället till partikamraten Enrico Letta som bildade regering den 24 april samma år.
Bersani utbildade sig i filosofi vid Universitetet i Bologna men ägande sig tidigt åt politik. Först inom Italiens kommunistiska parti (PCI) och därefter i det socialdemokratiska Demokratiska partiet. Han utnämndes till industriminister i regeringen Prodi I år 1996 och satt kvar där under regeringen D'Alema I. Bersani blev sedan transportminister under D'Alemas nästa regering. En post han fortsatte på i regeringen Amato II fram till juni 2001. Samma år blev han invald i deputeradekammaren (Italienska underhuset). Medlem av Europaparlamentet 2004-2006, då han blev minister för ekonomisk utveckling i Regeringen Prodi II.
Bersani är gift med farmaceuten Daniela och har två döttrar. Frankrike har förärat Bersani hederslegionen.